# Tygodnik Petersburski
Tygodnik Petersburski – pismo polityczno-literackie wychodzące w St. Petersburgu w latach 1830–1858 pod redakcją Józefa Emanuela Przecławskiego і Franciszka Malewskiego.
Tygodnik był jednym z bardziej wyrazistych światopoglądowo polskich czasopism swojej epoki. Reprezentował ugodową linię prorosyjską, potępiającą powstanie listopadowe. Grupował osoby o zapatrywaniach konserwatywnych, często wywodzące się z Kresów wschodnich dawnej Rzeczypospolitej.
W roku 1832 „Tygodnik Petersburski” stał się oficjalną gazetą Królestwa Polskiego i zaczął ukazywać się dwa razy w tygodniu. Od roku 1841 uznany za organ koterii petersburskiej i kojarzony z nią do ok. 1851, gdy grupa rozpadła się.
Ze środowiskiem „Tygodnika Petersburskiego” związani byli m.in. Henryk Rzewuski, Michał Grabowski, Ignacy Hołowiński, Stanisław Chołoniewski, Ludwik Sztyrmer, przejściowo także Józef Ignacy Kraszewski.